# منصور شوكان
منصور شوكان (مواليد 19 أكتوبر 1995) لاعب كرة قدم إماراتي يجيد اللعب في الظهير الأيسر.
لعب سابقاً في نادي الوحدة ونادي دبا الفجيرة ونادي العروبة ونادي الظفرة ونادي مسافي.

## روابط خارجية
- منصور شوكان على موقع Soccerway.com (الإنجليزية)